# Esplantas-Vazeilles
Esplantas-Vazeilles is een gemeente in het Franse departement Haute-Loire (regio Auvergne-Rhône-Alpes). De plaats maakt deel uit van het arrondissement Brioude. Esplantas-Vazeilles is op 1 januari 2016 ontstaan door de fusie van de gemeenten Esplantas en Vazeilles-près-Saugues. 

## Geografie

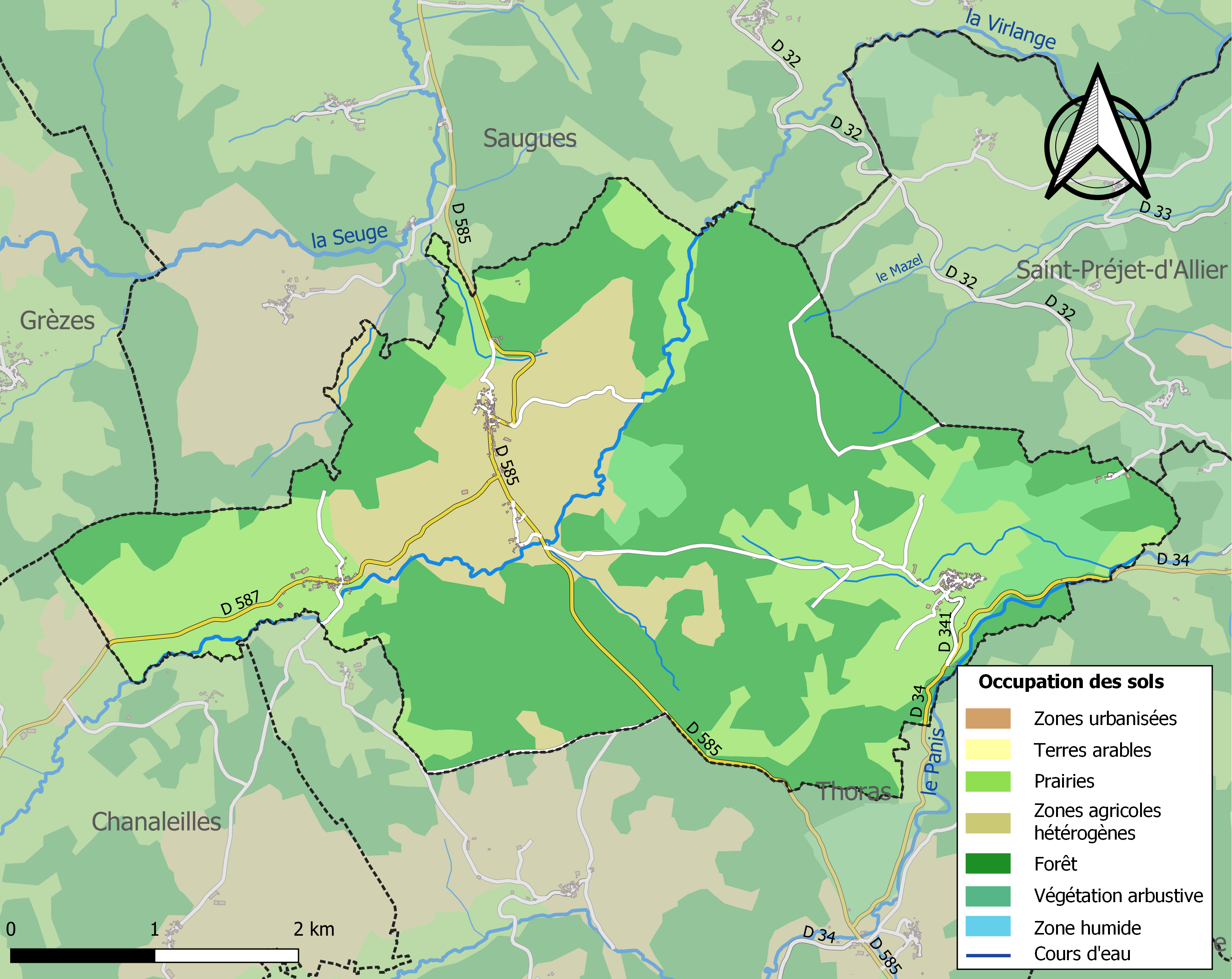
Kaart van het grondgebruik en omgeving

## Foto's

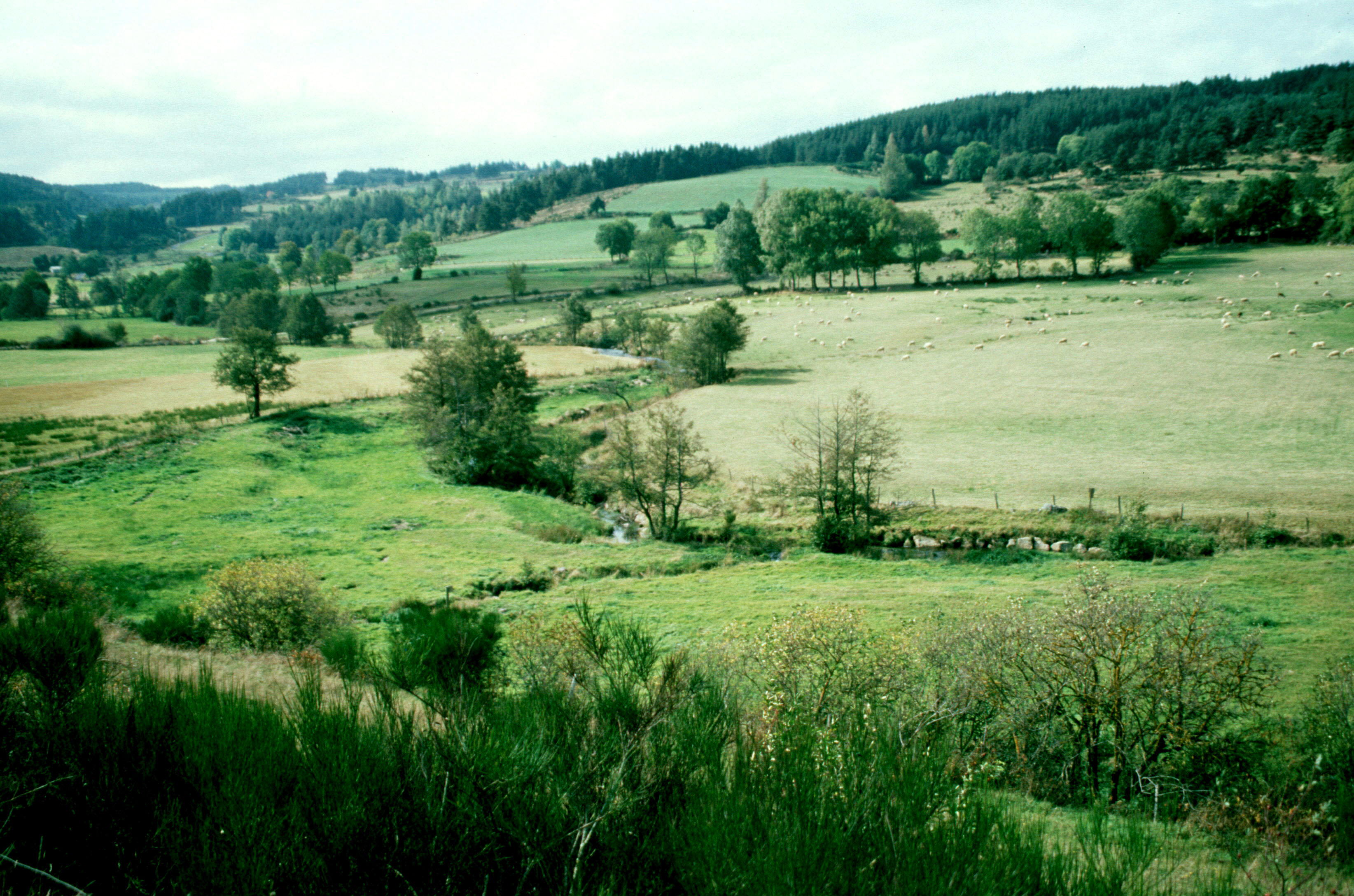
Landschap rond Esplantas-Vazeilles
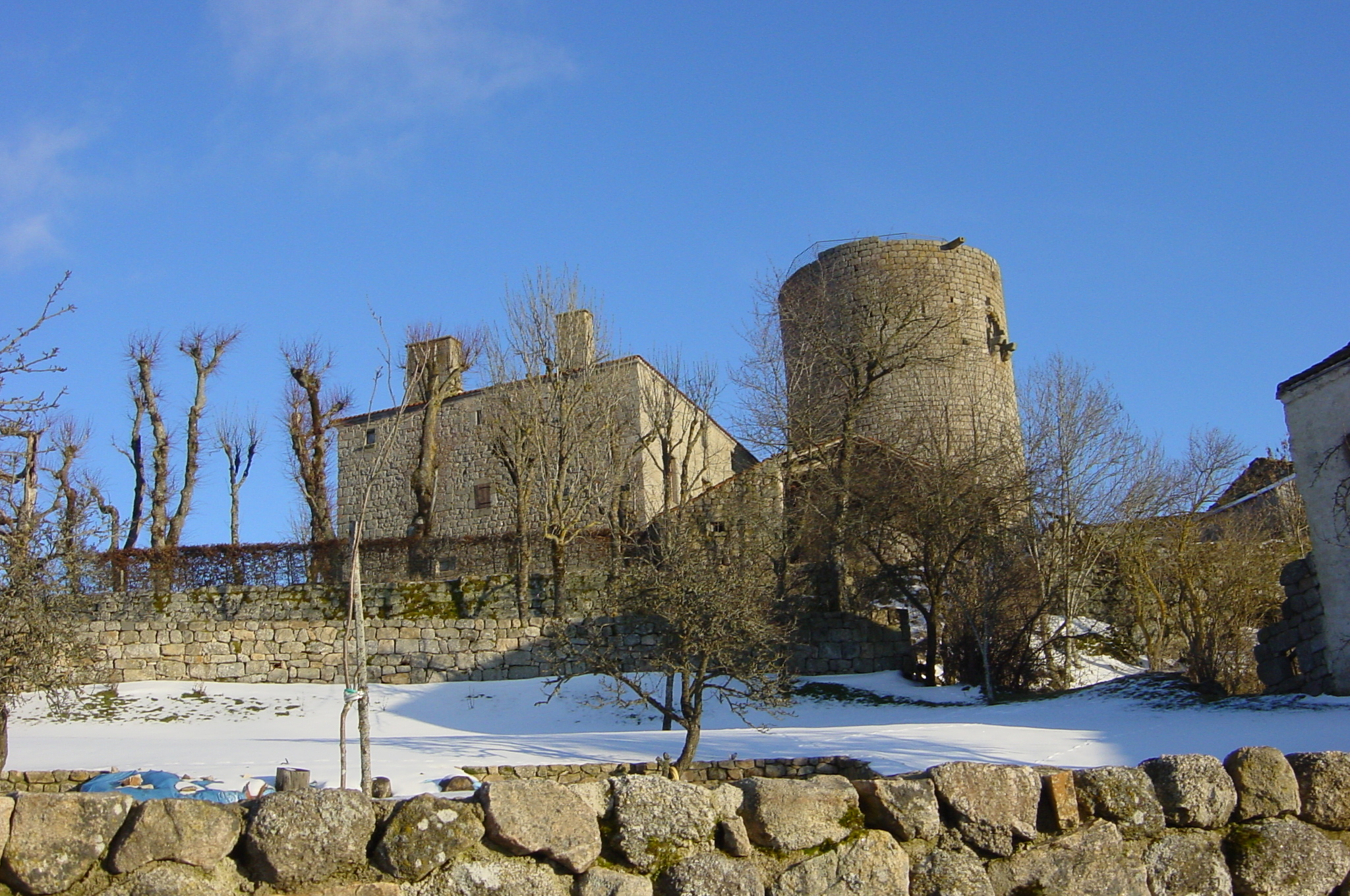
Kasteel Esplantas
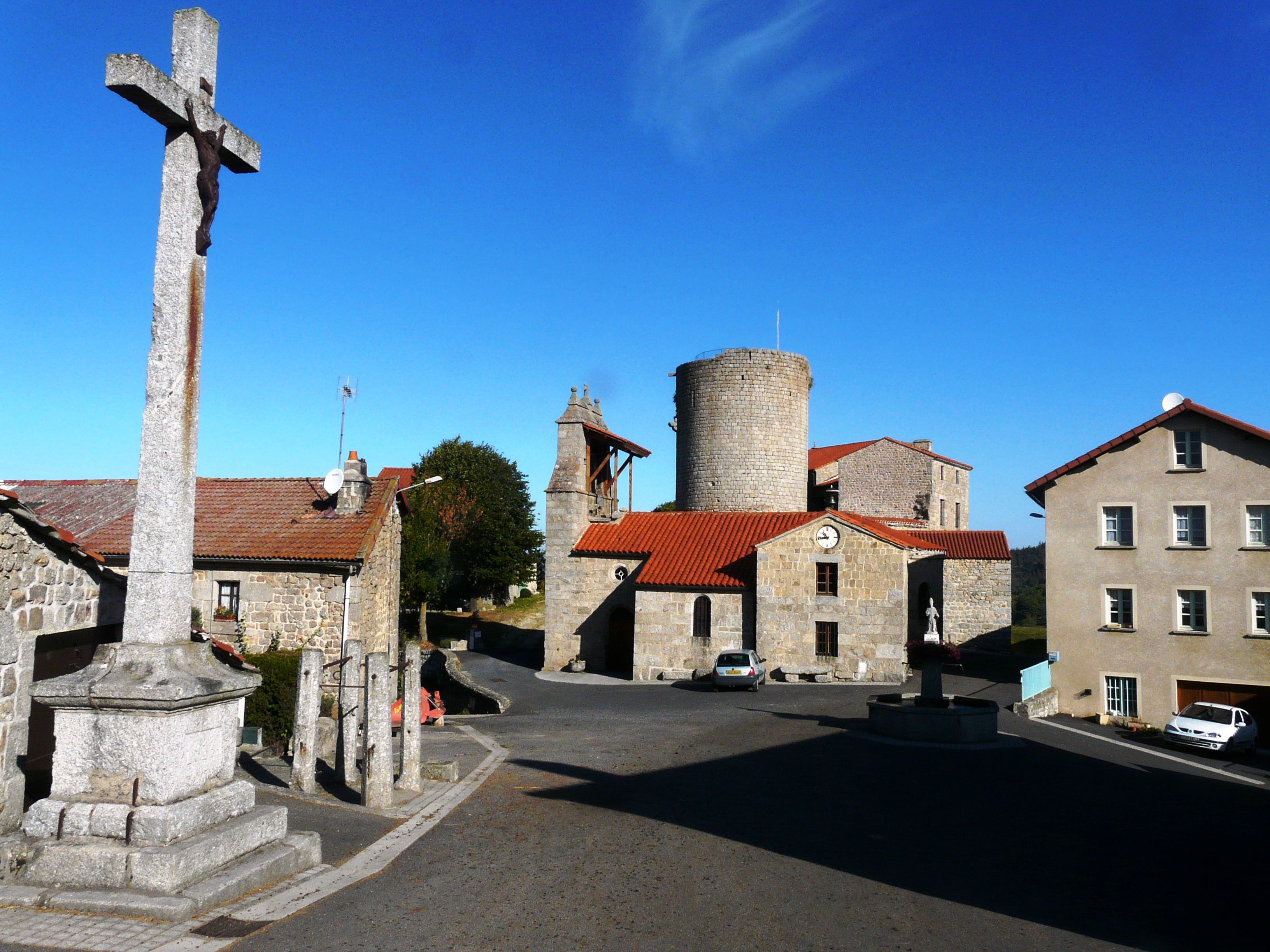
Centrum Esplantas
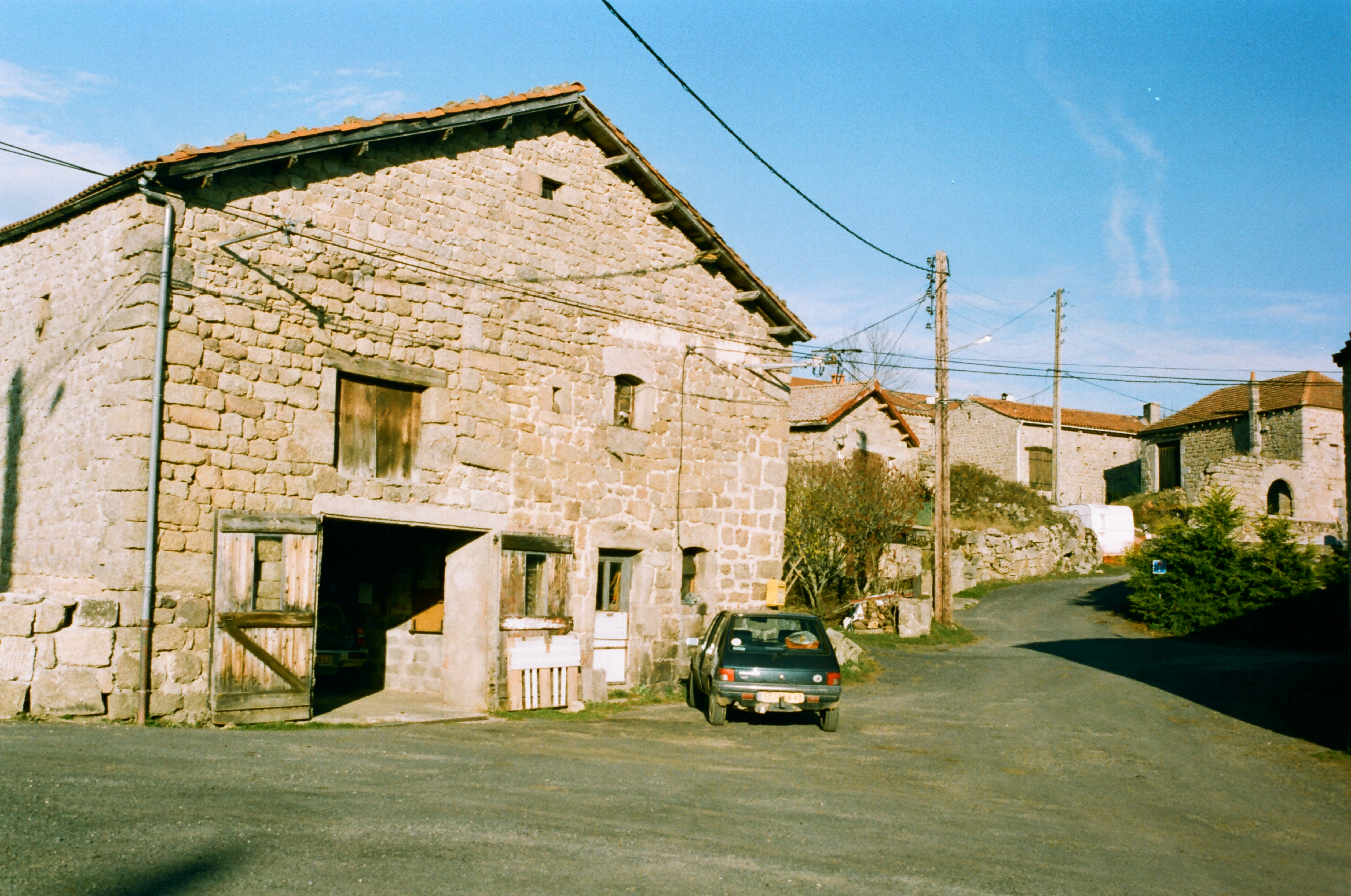
Dorpszicht Vazeilles

1. ↑  Populations de référence 2022.